# Tennis-ballon
 (avril 2012).
Si vous disposez d'ouvrages ou d'articles de référence ou si vous connaissez des sites web de qualité traitant du thème abordé ici, merci de compléter l'article en donnant les références utiles à sa vérifiabilité et en les liant à la section « Notes et références ».

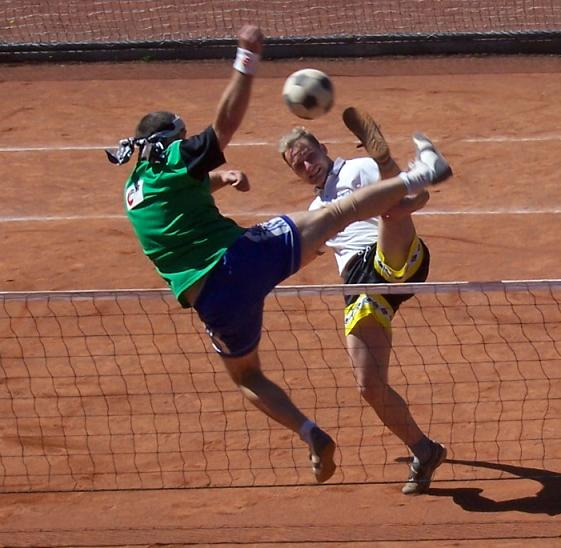
Tennis-ballon.

Le tennis-ballon, également appelé futnet, voire football-tennis et foot-tennis, est un jeu devenu sport, dont le principe consiste à se renvoyer un ballon de football sur un terrain aux dimensions du volley-ball, au-dessus d'un filet approximativement à hauteur de celui du tennis.

www.unifut.net

## Historique
Le tennis-ballon a réellement émergé au début des années 1900, quand les Tchèques utilisèrent un ballon de football et s'inspirèrent des règles du volley-ball et du tennis pour pratiquer cette discipline. Il a ensuite donné naissance au futnet, un véritable sport doté de règles précises, où s'affrontent deux équipes de 1 à 3 joueurs. En France, le tennis-ballon est apparu en 1943, importé de l'Est, lorsque Albert Batteux (alors joueur pour le Stade de Reims) estima que la discipline pourrait développer les qualités techniques des joueurs.

## Fédérations et compétitions
La Fédération de Futnet et Disciplines Associées France (FFDAF, www.FFDAF.Fr ) a été créée en 1997 sous l'appellation FTBF et regroupe aujourd'hui 30 clubs répartis dans les régions Île-de-France, Normandie, Ouest-Atlantique, Loire, Centre, Pyrénées, Méditerranée et Corse. 500 licenciés issus de toute la France composent les trois divisions nationales (D1, D2, D3), répartis en poules géographiques à partir de la D2.
Il existe quatre disciplines en compétition : Simple (1 contre 1), Double (2 contre 2), Triple (3 contre 3) et Combiné (plusieurs matches de simple, double et triple, utilisés notamment pour les rencontres Interclubs).
La Fédération Internationale de Futnet (UNIF, www.unifut.net ), dirigée notamment par la République Tchèque et la Slovaquie, regroupe aujourd’hui près de 60 nations (Autriche, France, Cameroun, Danemark, République Tchèque, Slovaquie, Suisse, USA, Ukraine, Roumanie, Corée du Sud, Italie, Espagne, Bulgarie, Irak, Hongrie, Suisse …).

### Types de compétitions
Il existe aujourd'hui en France quatre types de compétition différentes:
1. le Simple, à 1 contre 1, sur un terrain équivalent aux quatre carrés de service d'un terrain de tennis classique. Deux touches de balle consécutives sont autorisées par le joueur et un seul rebond au sol.
2. Le Double, à 2 contre 2, sur un terrain équivalent aux quatre carrés de service d'un terrain de tennis classique.
3. Le Triple, à 3 contre 3, sur un terrain équivalente à un terrain de volley.
4. Le combiné, qui se joue par clubs et comprend plusieurs matchs de simple, double et triple.

## Règles
https://www.mobilesport.ch/futnet/futnet-regles-de-jeu/
Règles en images : https://www.youtube.com/watch?v=GuYKw0NIMz0
Le terrain
1. C'est un terrain de volley-ball pour ses dimensions extérieures (18m / 9 m, une tolérance de + ou - 40 cm est appliquée selon l'organisation des aires de jeu. Une ligne transversale est tracée à 6,40 m du milieu du terrain, délimitant ainsi la zone obligatoire d'engagement, (l'adversaire ne peut lancer le ballon au-delà de cette limite à l'engagement).
2. Un filet de type tennis sépare les deux parties du terrain en son milieu. La hauteur de ce filet est de 1,05 m (+ ou - 5 cm)

Le ballon
C'est un ballon de football de type no 5 en cuir (pression inférieure à la normale).
Ce ballon est le ballon officiel pour la pratique du tennis ballon dans les compétitions nationales et internationales. Toutefois, il n'est pas obligatoire pour les divers tournois ou opens privés organisés en France et dans le monde entier. Il est fabriqué en République Tchèque et agréé par l'UNIF (UNion Internationale de Futnet).
Les équipes
1. On peut jouer en simple, double ou triple.
2. Dans les grands championnats nationaux et internationaux, le résultat final tient compte d'un classement combiné des trois catégories.
3. Les équipes peuvent être mixtes.

Les règles principales
1. L'engagement se fait au pied et doit être joué dans la zone d'engagement du camp adverse en passant directement par-dessus le filet.
2. En simple, l'engagement doit se faire en diagonale. Si le joueur qui sert à un nombre pair de points, il engage de la moitié droite du terrain, vers la moitié droite de son adversaire. À l'inverse, si son  total de point est impair, il engage de la moitié gauche.
3. Le ballon ne peut toucher le sol qu'une seule fois sauf dans le cas ou le joueur fais un contrôle de balle dans cette condition le joueur obtient un rebond supplémentaire.
4. Une seule touche de balle par joueur, et trois touches de balle maximum par équipe, avant de renvoyer le ballon de l'autre côté du filet.
5. Une seule touche de balle consécutive par joueur, sauf en simple (2 touches).
6. En simple le joueur a droit à deux touches de balle. Le ballon peut alors toucher le sol avant ou entre les deux touches.
7. Le ballon peut être frappé ou touché par toutes les parties du corps, à l'exception des bras et des mains.

Le décompte des points
1. Tous les points comptent.
2. Le point est perdu si le ballon touche le sol à l'extérieur du terrain (en dehors des lignes), ou les structures de maintien du filet.
3. L'équipe qui remporte le point engage pour le point suivant.

Le match
1. Les matchs se déroulent en deux sets gagnants de 11 points.

## Palmarès des compétitions en France

### Simple France
| saisons   | Joueurs          | Clubs               |
| --------- | ---------------- | ------------------- |
| 2024-2025 | Jérémy Caramelle | Issy-les-Moulineaux |
| 2023-2024 | Vincent Voisinot | Emerainville        |
| 2022-2023 | William Rambaud  | Olonne-sur-mer      |
| 2021-2022 | Julien Riotteau  | Guivapas            |
| 2019-2020 | Vincent Voisinot | Emerainville        |
| 2018-2019 | Kevin Castelao   | Olonne-sur-mer      |
| 2017-2018 | Jérémy Caramelle | Issy-les-Moulineaux |
| 2016-2017 | Vincent Voisinot | Emerainville        |
| 2015-2016 | Vincent Voisinot | Emerainville        |
| 2014-2015 | Vincent Voisinot | Emerainville        |
| 2013-2014 | Vincent Voisinot | Emerainville        |
| 2012-2013 | Jérémy Caramelle | Issy-les-Moulineaux |
| 2011-2012 | Jérémy Caramelle | Issy-les-Moulineaux |
| 2010-2011 | Jan Brutovsky    | Venaco 2B TB        |
| 2009-2010 | Jimmy Libert     | Villiers-sur-Marne  |
| 2008-2009 | Julien Isoird    | FC Sète 34 TB       |
| 2007-2008 | Julien Isoird    | FC Sète 34 TB       |
| 2006-2007 | Jimmy Libert     | Villiers-sur-Marne  |
| 2005-2006 | Jimmy Libert     | Villiers-sur-Marne  |
| 2004-2005 | Julien Isoird    | FC Sète 34 TB       |
| 2003-2004 | Julien Isoird    | FC Sète 34 TB       |
| 2002-2003 | Eric Jecker      | Venaco 2B           |
| 2001-2002 | Eric Jecker      | Issy-les-Moulineaux |
| 2000-2001 | Eric Jecker      | Issy-les-Moulineaux |
| 1999-2000 | Eric Jecker      | Issy-les-Moulineaux |
| 1998-1999 | Michel Dinot     | Villiers-sur-Marne  |

### Double Croisé
| saisons   | Clubs              |
| --------- | ------------------ |
| 2007-2008 | FC Sète 34 TB      |
| 2006-2007 | Venaco             |
| 2005-2006 | Venaco             |
| 2004-2005 | Villiers-sur-Marne |
| 2003-2004 | Suresnes TB        |
| 2002-2003 | Venaco             |

### Double
| saisons   | Clubs                         | Joueurs                                           |
| --------- | ----------------------------- | ------------------------------------------------- |
| 2024-2025 | Tennis Ballon Olonnais        | Olivier Rambaud, William Rambaud                  |
| 2023-2024 | Issy-les-Moulineaux           | Jérémy Caramelle, Kilian Gerhold                  |
| 2022-2023 | Issy-les-Moulineaux           | Jérémy Caramelle, Kilian Gerhold                  |
| 2021-2022 | Nantes Laetitia Tennis-ballon | Karl Marchand, Maxime Sorin, Maxence Vernier      |
| 2019-2020 | Tennis Ballon Olonnais        | Kevin Castelao, William Rambaud                   |
| 2018-2019 | Issy-les-Moulineaux           | Jérémy Caramelle, Kilian Gerhold                  |
| 2017-2018 | Tennis Ballon Olonnais        | Kevin Descamps, William Rambaud , Olivier Rambaud |
| 2016-2017 | FC Sète 34 TB                 | Guillaume Ortis, David Augé                       |
| 2015-2016 | Tennis Ballon Olonnais        | Kevin Descamps, Olivier Rambaud                   |
| 2014-2015 | Issy-les-Moulineaux           | Kilian Gerhold, Adrien Prual                      |
| 2013-2014 | Nantes/Corté                  | Julien Mercier, Eric Jecker                       |
| 2012-2013 | Tennis Ballon Olonnais        | Kevin Descamps, Mathias Duranteau                 |
| 2011-2012 | Venaco 2B TB                  | Matteu Caviglioli, Jean-Pascal Grimbert           |
| 2010-2011 | Nantes                        | Victor Noblet, Julien Mercier                     |
| 2009-2010 | Issy-les-Moulineaux           | Jérémy Caramelle, Kilian Gerhold                  |
| 2008-2009 | FC Sète 34 TB                 | Julien Isoird, Morgan Subitani, Kévin Perret      |
| 2007-2008 | FC Sète 34 TB                 | Julien Isoird, Morgan Subitani, Cédric Brigliozzi |
| 2006-2007 | FC Sète 34 TB                 | Julien Isoird, Morgan Subitani, Cédric Brigliozzi |
| 2005-2006 | Non attribué                  | Non attribué                                      |
| 2004-2005 | FC Sète 34 TB                 | Julien Isoird, Morgan Subitani, Cédric Brigliozzi |
| 2003-2004 | Issy-les-Moulineaux           | Sébastien Col, Régis Morvan, Grégory Cid          |
| 2002-2003 | FC Sète 34 TB                 | Julien Isoird, Morgan Subitani, Guillaume Ortis   |
| 2001-2002 | TBC Sète                      | Julien Isoird, Morgan Subitani, Guillaume Ortis   |
| 2000-2001 | TBC Sète                      | Régis Morvan, Guillaume Ortis, Cédric Brigliozzi  |
| 1999-2000 | Issy-les-Moulineaux           | Eric Jecker, Christophe Duboille, Vincent Boyer   |
| 1998-1999 | TBC Sète                      | Guillaume Ortis, Régis Morvan, Stéphane Tur       |

### Triple (assimilé champion de France depuis 2013)
| saisons    | Clubs                         | Joueurs |
| ---------- | ----------------------------- | --- |
| 2024-2025  | Nantes Laetitia Tennis-Ballon | Julien Mercier, Raphael Noblet, Maxence Vernier, Maxime Sorin, Karl Marchand, Jérémy Colorado, Benjamin Lemire |
| 2023- 2024 | Nantes Laetitia Tennis-Ballon | Julien Mercier, Raphael Noblet, Maxence Vernier, Maxime Sorin, Jérémy Colorado, Karl Marchand                  |
| 2022-2023  | Nantes Laetitia Tennis-Ballon | Julien Mercier, Raphael Noblet, Maxence Vernier, Maxime Sorin, Mael Delanous, Jérémy Colorado                  |
| 2021-2022  | Nantes Laetitia Tennis-Ballon | Julien Mercier, Raphael Noblet, Maxence Vernier, Maxime Sorin, Mael Delanous, Karl Marchand                    |
| 2018-2019  | Nantes Laetitia Tennis-Ballon | Julien Mercier, Raphael Noblet, Maxence Vernier, Maxime Sorin, Mael Delanous                                   |
| 2017-2018  | Tennis-Ballon Olonnais        | Kevin Descamps, William Rambaud, Patrice Blandineau, Adrien Robin, Olivier Rambaud                             |
| 2016-2017  | Nantes Laetitia Tennis-Ballon | Julien Mercier, Raphael Noblet, Maxence Vernier, Maxime Sorin, Eric Jecker, Mael Delanous                      |
| 2015-2016  | Tennis-Ballon Olonnais        | Kevin Descamps, William Rambaud, Patrice Blandineau, Adrien Robin, Mathias Duranteau, Olivier Rambaud          |
| 2014-2015  | Tennis-Ballon Olonnais        | Kevin Descamps, William Rambaud, Patrice Blandineau, Adrien Robin, Mathias Duranteau, Olivier Rambaud          |
| 2013-2014  | Tennis-Ballon Olonnais        | Kevin Descamps, William Rambaud, Patrice Blandineau, Adrien Robin, Mathias Duranteau, Olivier Rambaud          |
| 2012-2013  | Tennis-Ballon Olonnais        | Kevin Descamps, Wiliam Rambaud, Patrice Blandineau, Adrien Robin, Mathias Duranteau                            |
| 2011-2012  | Tennis-Ballon Olonnais        | Kevin Descamps, Wiliam Rambaud, Patrice Blandineau, Adrien Robin, Mathias Duranteau                            |
| 2010-2011  | Venaco 2B                     | Jan Brutovsky, Matheu Caviglioli, Jean-Pascal Grimbert, Eric Jecker, Thomas Romeyer, Pascal Valentini          |
| 2009-2010  | FC Sète 34 TB                 | Julien Isoird, Freddy Isoird, Morgan Subitani, David Augé, William Colas, Guillaume Ortis                      |
| 2008-2009  | FC Sète 34 TB                 | Julien Isoird, Freddy Isoird, Morgan Subitani, David Augé, Dorian Spignèse, Nicolas Compan, William Colas      |
| 2007-2008  | FC Sète 34 TB                 | Julien Isoird, Freddy Isoird, Morgan Subitani, David Augé, Cédric Brigliozzi                                   |
| 2006-2007  | Villiers-sur-Marne            | Guillaume Prigent, Olivier Nercam, Jimmy Libert, Kevin Castelao                                                |
| 2005-2006  | Venaco 2B                     | Eric Jecker, Jean-Pascal Grimbert, Thomas Romeyer                                                              |
| 2004-2005  | Suresnes                      | Sébastien Col, Frédéric Gal, Jérémy Aliouane, Vincent Boyer                                                    |
| 2003-2004  | Villiers-sur-Marne            | Olivier Nercam, Stéphane Nercam, Kevin Castelao                                                                |
| 2002-2003  | FC Sète 34 TB                 | Julien Isoird, Morgan Subitani, David Augé, Guillaume Ortis                                                    |
| 2001-2002  | Villiers-sur-Marne            | Stéphane Nercam, David Augé, Olivier Nercam, Jimmy Libert                                                      |
| 2000-2001  | Issy-les-Moulineaux           | Vincent Boyer, Eric Jecker, Christophe Duboile, Philippe Crantelle                                             |
| 1999-2000  | Villenave                     | |
| 1998-1999  | TBC Sète                      | Lionel Minarro, Régis Morvan, Guillaume Ortis, Stéphane Tur                                                    |

### Combiné ou par équipes
| saisons   | Clubs                         |
| --------- | ----------------------------- |
| 2021-2022 | Nantes Laetitia Tennis-Ballon |
| 2018-2019 | Tennis-Ballon Olonnais        |
| 2017-2018 | GIFT Issy-les-Moulineaux      |
| 2016-2017 | Nantes LTB                    |
| 2015-2016 | Tennis-Ballon Olonnais        |
| 2014-2015 | Nantes LTB                    |
| 2013-2014 | Corte TB                      |
| 2012-2013 | Corte TB                      |
| 2011-2012 | Emerainville                  |
| 2010-2011 | Venaco 2B                     |
| 2009-2010 | Villiers-sur-Marne            |
| 2008-2009 | GIFT Issy-les-Moulineaux      |
| 2007-2008 | FC Sète 34 TB                 |
| 2006-2007 | FC Sète 34 TB                 |
| 2005-2006 | Villiers-sur-Marne            |
| 2004-2005 | Villiers-sur-Marne            |
| 2003-2004 | FC Sète 34 TB                 |
| 2002-2003 | FC Sète 34 TB                 |
| 2001-2002 | TBC Sète                      |
| 2000-2001 | GIFT - Issy-les-Moulineaux    |
| 1999-2000 | GIFT - Issy-les-Moulineaux    |
| 1998-1999 | TBC Sète                      |